# Martin Siebenbürger
Martin Siebenbürger (Hermannstadt, 1475 circa – Wiener Neustadt, 11 agosto 1522) è stato un giurista e politico austriaco.

## Biografia
Sassone di Transilvania nato dal magistrato viennese Sigmund Siebenbürger, si laureò all'università di Vienna in giurisprudenza e rimase stabilmente nell'ambiente universitario come docente, divenendo anche decano dell'istituto nel 1505, 1510 e 1516 e rimanendo a capo del dipartimento di giurisprudenza fino alla morte. Nel 1503 fu inoltre inviato come procuratore austriaco nel Regno d'Ungheria.
Con la morte dell'imperatore Massimiliano I d'Asburgo e l'ascesa di Carlo V Vienna venne a trovarsi ai margini del Sacro Romano Impero, e nel 1519 la città inviò Siebenbürger dall'imperatore come proprio rappresentante. L'anno successivo Carlo ratificò la sua nomina a borgomastro di Vienna, poiché già resosi conto di non poter governare con le sue sole forze l'enorme impero nelle sue mani.
Durante la breve parentesi al potere Siebenbürger cercò di mantenere la storica e ampia autonomia della città, ma la sua fu l'ultima iniziativa in tal senso. Quando nel 1522 Carlo V inviò in Austria il fratello Ferdinando perché la governasse, ogni velleità viennese d'indipendenza venne duramente repressa: Siebenbürger e i suoi collaboratori vennero deposti e arrestati, e il borgomastro giustiziato il successivo 11 agosto tramite decapitazione.
La sua famiglia venne dapprima perseguitata e le loro proprietà confiscate, ma esse furono in seguito restituite. Suo figlio Thomas Siebenbürger diventò a sua volta borgomastro di Vienna tra il 1560 e il 1561. In suo onore sono state chiamate varie vie (Siebenbürgerstraße) in molte città austriache e tedesche; una di esse si trova nel quartiere viennese di Donaustadt.